# Attayampatti
Attayampatti (o Attayampatty) è una suddivisione dell'India, classificata come town panchayat, di 12.867 abitanti, situata nel distretto di Salem, nello stato federato del Tamil Nadu. In base al numero di abitanti la città rientra nella classe IV (da 10.000 a 19.999 persone).

## Geografia fisica
La città è situata a 11° 32' 54 N e 78° 04' 09 E.

## Società

### Evoluzione demografica
Al censimento del 2001 la popolazione di Attayampatti assommava a 12.867 persone, delle quali 6.657 maschi e 6.210 femmine. I bambini di età inferiore o uguale ai sei anni assommavano a 1.414, dei quali 803 maschi e 611 femmine. Infine, coloro che erano in grado di saper almeno leggere e scrivere erano 8.258, dei quali 4.776 maschi e 3.482 femmine.